# Desheng, Jiangsu
Desheng är en köping i Kina. Den ligger i provinsen Jiangsu, i den östra delen av landet, omkring 220 kilometer öster om provinshuvudstaden Nanjing. Antalet invånare är 39739. Befolkningen består av 21 388 kvinnor och 18 351 män. Barn under 15 år utgör 9,0 %, vuxna 15-64 år 70 %, och äldre över 65 år 20,0 %.
Genomsnittlig årsnederbörd är 1 510 millimeter. Den regnigaste månaden är augusti, med i genomsnitt 205 mm nederbörd, och den torraste är januari, med 45 mm nederbörd.